# Abdij van Montauriol
De Abdij van Montauriol of Sint-Theodardusabdij (Frans: Abbaye de Montauriol of Abbaye Saint-Théodard) is een voormalige benedictijnenabdij in de Franse stad Montauban. De abdij bestond al in de 7e en werd in de 14e eeuw omgevormd tot een kathedraal kapittel.
De geschiedenis van de abdij is ouder dan die van de stad Montauban. De abdij bestond al aan het einde van de 7e eeuw bij de rivier de Tescou, een zijrivier van de Tarn. De abdij was eerst gewijd aan Sint-Maarten maar werd later gewijd aan Sint-Theodardus. Dit was de aartsbisschop van Narbonne die op 1 mei 893 in de abdij van Montauriol was overleden. In 1144 liet graaf Alphonse Jourdain van Toulouse naast de abdij een bastide bouwen, die hij Montalba ('witte berg') noemde, naar analogie met Montauriol ('gulden berg'). Nadat Montauban in 1317 een bisdom was geworden, werd de abdijkerk een kathedraal en de abt werd de eerste bisschop. Er werd een nieuwe, gotische kathedraal van Montauriol gebouwd, in de lokale, roze baksteen. De kathedraal had een ingang aan de westelijke zijde met een groot portaal en een aan de noordelijke zijde, tussen twee klokkentorens. De abdij werd geseculariseerd en omgevormd naar een kapittel. Rond de kathedraal verrees een afgesloten bisschoppelijke wijk met de bisschoppelijke residentie, huizen van de kanunniken, een klooster en een kapittelzaal, een ziekenzaal enzovoort.
Bij het uitbreken van de Hugenotenoorlogen in de streek in 1561 werden de kathedraal en het kapittel verlaten. In 1567 werden de kathedraal en de bisschoppelijke gebouwen in brand gestoken. In de 17e eeuw liet bisschop Pierre de Berthier op deze plaats een Franse tuin aanleggen voor zijn nieuw bisschoppelijk paleis. Aan het begin van de 19e eeuw werd dit een Engelse tuin. Later kwam hier ook het gebouw van de Conseil départemental van het departement Tarn-et-Garonne.
Bij opgravingen in 1909 werden verschillende vondsten gedaan, waaronder de grafsteen van bisschop Jean d’Auriolle. Deze vondsten worden bewaard in het Musée Ingres Bourdelle in Montauban.